# Gabriele Kuby
Gabriele Kuby (née en 1944 à Constance) est une essayiste allemande. Elle est catholique convertie et connue pour ses idées catholiques traditionalistes et ses positions conservatrices sur la sexualité et le genre, qui sont énoncées dans des ouvrages comme La révolution sexuelle globale. Destruction de la liberté au nom de la liberté. Elle est également devenue connue pour avoir critiqué la moralité de la série Harry Potter. Elle est pro-vie.

## Vie privée
Elle est la fille d'Erich Kuby, la sœur de Clemens Kuby et la nièce de Werner Heisenberg et E. F. Schumacher. Kuby est mère de trois enfants, titulaire d'un diplôme en sociologie qu'elle a obtenu à Berlin et à Constance.

## Publications
- Mein Weg zu Maria – Von der Kraft lebendigen Glaubens. Goldmann, München 1998,  (ISBN 3-442-33613-9).
  - Vollständig überarbeitete Taschenbuchausgabe: fe-medienverlag, Kißlegg 2005,  (ISBN 3-928929-82-8).
- Kein Friede ohne Umkehr – Wortmeldungen einer Konvertitin. Laudes Verlag, 2002,  (ISBN 3-00-010112-8).
- Harry Potter – Der globale Schub in okkultes Heidentum. fe-medienverlag, Kißlegg 2002,  (ISBN 3-928929-43-7).
- Harry Potter – gut oder böse?, Schwerpunkt: Band V. fe-medienverlag, Kißlegg 2003,  (ISBN 3-928929-54-2), polnisch:  (ISBN 83-89862-48-4).
- Ausbruch zur Liebe. Für junge Leute, die Zukunft wollen. fe-medienverlag, Kißlegg 2005,  (ISBN 3-928929-69-0), polnisch  (ISBN 978-83-60998-08-3).
- Die Gender-Revolution – Relativismus in Aktion. fe-medienverlag, Kißlegg 2006,  (ISBN 3-939684-04-X), polnisch  (ISBN 978-3-939684-04-6), ungarisch  (ISBN 978-963-662-207-7), italienisch  (ISBN 978-88-8272-423-8) und kroatisch  (ISBN 978-953-235-205-4).
- Verstaatlichung der Erziehung – Auf dem Weg zum neuen Gender-Menschen. fe-medienverlag, Kißlegg 2007,  (ISBN 978-3-939684-09-1).
- Only You – Gib der Liebe eine Chance. fe-medienverlag, Kißlegg 2009,  (ISBN 978-3-939684-51-0).
- Selbsterkenntnis: der Weg zum Herzen Jesu / Gabriele Kuby, fe-medienverlag, Kißlegg 2010,  (ISBN 978-3-939684-83-1).
- Die globale sexuelle Revolution – Zerstörung der Freiheit im Namen der Freiheit. fe-medienverlag, Kißlegg 2012,  (ISBN 978-3-86357-032-3).
- Gender – Eine neue Ideologie zerstört die Familie. fe-medienverlag, Kißlegg 2014,  (ISBN 978-3-86357-078-1).
- Propaganda – Oder der Mythos der Demokratie. Gerhard Hess Verlag, 2022,  (ISBN 978-3-87336-755-5).